# Кон на Пржевалски
Конят на Пржевалски (Equus ferus przewalskii), наричан и азиатски кон, е единственият див кон, който се среща на свобода в природата през XXI век. 
Разпространен е основно в Централна Азия, в региона Джунгария. Видът е застрашен от изчезване (и в средата на 20.век - почти напълно изчезнал), Правени са някои успешни експерименти за развъждането му, както и за интродукция и към 2023 г. вероятно популацията му брои около 2700 - 3600 броя, включително отглежданите в плен.
Открит е от руския изследовател от полски произход Николай Пржевалски през 1880 г. и наименован на него.

## Описание
На дължина тялото му достига около 230 cm, а на височина при холката до 130 cm. То е набито, гърдите - широки, шията - къса, главата - голяма, ушите - малки. 
Краката му са тънки и немного високи. Има къса изправена грива. 
Окраската на тялото отгоре и отстрани е кафяво-жълтеникава, с надлъжна тясна, тъмна ивица на гърба, а отдолу и на муцуната е светложълта. Гривата и опашката на коня на Пржевалски са черни.

## Поведение
Конете на Пржевалски обитават открити тревисти равнини и се хранят с тяхната растителност. Живеят на стада до 20 индивида, които при недостиг на храна предприемат миграции. 
Много предпазливо животно, способно да развие при бягане големи скорости. 

## Размножаване
След 11 месеца бременност ражда по 1 малко; кобилите раждат легнали (според Севда Венкова, директор на Добричкия зоопарк/Зоо-център Добрич към 2007 г.).
В България, коне на Пржевалски са отглеждани в Зоопарка в Ловеч (поне 1 екземпляр), както и в зоологическата градина в Добрич. В нея на тях е отделена широка площ, върху която се разполага стадо от десетина животни, включително малките (към 2019 - 7 коня на Пржевалски, през 2020 г. - вероятно 9. Първоначално двойката (Куна и Игор), живяла и размножавала се в този зоопарк е единствената на Балканския полуостров - към 2007 г. вече има 2 кончета, които са мъжки, впоследствие й се раждат и 2 женски). Съществува организирана инициатива за размножаване и реинтродукция на вида, в която той е партньор (координира се от специалисти по опазването му в Чехия и Швейцария, а мястото на заселването на вече готовите - над 2 годишни - коне е Монголия). Във водения в Прага регистър на отглежданите от хора коне на Пржевалски, около 2007 г. е имало вписани към 100 за континента Европа.
Конят на Пржевалски успешно се кръстосва със зебри и домашни коне.